# Botanisches Institut (Jerewan)
Das  Botanische Institut in der armenischen Hauptstadt Jerewan ist Bestandteil der Armenischen Nationalen Akademie der Wissenschaften. Es befindet sich auf dem Gelände des Botanischen Gartens.

## Geschichte
Armeniens erste Institution für botanische Wissenschaften war das Herbarium des Museums für Naturgeschichte, gegründet durch A. B. Schelkownikow im Zeitraum von 1922 bis 1925. Dieses Herbarium wurde dann 1933 unter der Führung der UdSSR zum Botanischen Institut ausgebaut.

## Arbeitsabteilungen des Instituts
- Taxonomie und Kunde der höheren Pflanzen
- Geobotanik und Ökologie (mit Bergstation auf dem Aragat),
- Pflanzenphysiologie
- Forstwirtschaft-Gruppe
- Mykologie
- Botanische Gärten in Jerewan, Sewan und Wanadsor

Wissenschaftlich betätigt sich das Institut hauptsächlich mit der Vegetation Armeniens, der Physiologie von höheren Pflanzen sowie der Landschaftsgestaltung im urbanen Umfeld. In dem Herbarium ist nach wie vor ein Großteil der Biodiversität Armeniens konzentriert. Es beherbergt ungefähr 500.000 Pflanzen. Die Ergebnisse der Untersuchung der armenischen Flora wurden seit 1950 in elf Bänden mit dem Namen "Flora Armeniens" von Armen Tachtadschjan zusammengefasst. Mit Vollendung des elften Bandes sind mehr als 3.200 Arten von Gefäßpflanzen katalogisiert. Darüber hinaus sind mehr als 100 Monografien, 60 Festschriften und mehr als 6.000 wissenschaftliche Artikel veröffentlicht worden.

## Veröffentlichungen des Instituts (Auswahl)
- G. Oganesowa: The seed structure and the system of Lilioflorae, 2008.
- E. Gabriljan, O. Fragman-Sapir: Flowers of the Transcaucasus and adjacent areas including Armenia, Eastern Turkey...  2007[2].
- E. Nasarowa, A. Gukasjan: Chromosome numbers of flower plants of flora of Armena, 2004.
- J. Vardanjan: Trees and bushes of Armenia in nature and in culture, 2003.
- Flora of Armenia // Koeltz Scientific books, Bd. 9 – 10, 1995 – 2001.
- S. Simonjan: Mycoflora of Armenia, 1995.
- Red Book of Armenia. Plants // “Hayastan”, 1990.
- V. Kasarjan: Physiological aspects of evolution from trees to herbs, 1990.
- V. Manakjan: Bryopsida of South-Eastern Armenia, 1989.
- Flora of Armenia // Yerevan, Bd. 1 – 8, 1954 – 1985.
- A. Barsegjan: Water-marsh vegetation of Armenia, 1982.
- E. Gabrieljan: Rowa trees (Sorbus L.) of Western Asia and Himalayas, 1978.
- A. Tachtadschjan, A. Fedorow: Flora of Yerevan, 1972.
- L. Machatadse: Forests of Soviet Armenia, 1966.
- P. Jaroschenko: Fagus forests of Armenia, 1962.
- S. Solotnizkaja: Medicinal resources of flora of Armenia, Bd. 1, 2, 1958, 1965.
- A. Tachtadschjan: Botanical-geographical essay of Armenia, Bd. 2, 1941
- A. Magakjan: Vegetation of Soviet Armenia, 1941.
- P. Jaroschenko: Pinus and Quercus of Armenia, 1929.

## Festschriften des Instituts (Auswahl)
- Flora, vegetation and plant resources of Armenia // 1970 – 2007.
- Transactions of Botanical Garden AS Arm SSR // Bd. 1, 2, 1948 – 1949.
- Transactions of Institute of Botany AS Arm SSR // Bd. 4 – 22, 1946 – 1987.
- Transactions of Institute of Botany Arm FAS // Bd. 1 – 3, 1941.
- Bulletin of Botanical Garden of Sovet Arm SSR // NN 1 – 29, 1939 – 1985.
- Transactions of Armenian department of All-Union Botanical Society // Bd. I – IX, 1938 – 1984.
- Festschrift of Botanical Society of Arm SSR //  NN 1 – 4, 1938 – 1940.